# Drets del col·lectiu LGBT a Egipte

Aquest és un article sobre els drets LGBT a Egipte. Les persones lesbianes, gais, bisexuals i transsexuals a Egipte han d'afrontar reptes legals que no experimenten els residents no LGBT.
Segons l'enquesta de 1996 del Pew Research Center, el 95% dels egipcis creu que l'homosexualitat no hauria de ser acceptada per la societat.
L'oposició pública predominant a l'homosexualitat és especialment rellevant perquè el sistema jurídic egipci tracta les qüestions d'orientació sexual i identitat de gènere.
La llei egípcia no tipifica de manera explícita la criminalització de l'homosexualitat o el transvestisme, sinó que disposa de diverses disposicions que tipifiquen com a criminalització qualsevol comportament o l'expressió de qualsevol idea que es consideri immoral, escandalosa o ofensiva als ensenyaments d'un líder religiós reconegut.
A la llum de l'opinió pública, conformada per tradicions culturals i religioses, aquestes lleis basades en l'ordre públic i la moral s'han utilitzat contra persones LGTB, així com qualsevol persona que admeti actituds més liberals.

## Règim de Mubarak
Durant la majoria del règim de Hosni Mubarak, el govern egipci no va donar suport a la legislació dels drets LGoBT a la llar i es va oposar a intents, a partir dels anys noranta, per tal que les Nacions Unides incloguessin els drets LGBT dins de la seva missió de drets humans. Tot i que el règim de Mubarak no va donar suport als drets de LGBT, no va aprovar una prohibició òbvia de l'homosexualitat ni el travestisme en el codi penal.
Les sancions penals contra homes gais i bisexuals tendien a no sorgir del codi penal, sinó d'una llei complementària, promulgada el 1961, per combatre la prostitució. La llei contra la prostitució també prohibeix el "llibertinatge", fins i tot si l'acte no implicava tràfic o prostitució.
Els tribunals egipcis interpretaven la prohibició de llibertinatge per criminalitzar les relacions homosexuals consentides entre adults. Els reincidents podien afrontar la pena encara més severa pel que la llei considerava "llibertinatge habitual".
A més de la llei sobre la prostitució, altres lleis de moralitat pública o d'ordre donaven a la policia i als jutges un marge de maniobra significatiu per empresonar o multar homes gais i bisexuals. Mentre que els arrestos s'havien produït periòdicament en virtut d'aquestes lleis durant dècades, sembla haver començat una repressió més sistemàtica a principis del segle XXI.
A partir de l'any 2000, sota Hosni Mubarak, aquestes lleis s'utilitzaven per fer front a una repressió més sofisticada i sistemàtica dels homes gais o bisexuals, o qualsevol a qui el govern considerés que donava suport als drets LGTB.
L'any 2000, la policia va arrestar a una parella gai egípcia i els va acusar de "violació d'honor per l'amenaça" i "practicar un comportament immoral i indecent". El seu advocat va demanar que s'aixequessin els càrrecs perquè l'homosexualitat no era un delicte, però el jutge es va negar al considerar que dos homes tenien estàndards religiosos i morals "ofensius". L'incident es va convertir en una sensació mediàtica, promovent diverses figures públiques que veien l'homosexualitat com a producte de la decadència occidental i exigien que el govern executés els homosexuals o els remetés a institucions mentals per ser reformats.
Al cap d'un any, el govern egipci va començar una repressió pública contra gais egipcis fent incursions en festes privades, detenint als convidats i acusant-los sota la llei Prostitució i Llibertinatge. Aquesta repressió també va veure que el codi de "Ordre públic i moral pública" s'utilitzava cada vegada més per criminalitzar la sexualitat dels homes homosexuals i bisexuals. El codi, originalment promulgat a la dècada de 1990 per castigar estudiants occidentals i intel·lectuals liberals, ara s'utilitzava per castigar homes homosexuals i bisexuals.
El primer d'aquests atacs va ser en la festa d'un vaixells del Caire, on tots els homes gais egipcis, cinquanta-dos, van ser arrestats i acusats de violar aquestes vagues lleis de moralitat pública. "Els 52 del Caire" van ser arrestats i jutjats sota la Llei de Prostitució i Llibertinatge, així com el nou codi d'Ordre Públic i Moralitat Pública.
L'efecte d'aquestes lleis sobre homes gai i bisexuals va cridar l'atenció mundial per Human Rights Watch.
Va ser durant aquest temps quan Human Rights Watch va publicar un informe sobre les lleis utilitzades pel govern egipci per criminalitzar l'homosexualitat, la història de les lleis, l'ús de la tortura contra homes homosexuals i bisexuals per part de la policia i com aquestes lleis violen els estàndards internacionals de drets humans.
Els 52 del Caire va ser defensats per organitzacions internacionals de drets humans com Human Rights Watch i Amnistia Internacional. No obstant això, no tenien un suport intern organitzat, es declararen innocents i van ser processats sota els tribunals de seguretat de l'estat. Els membres del parlament alemany i el president francès van demanar al govern egipci que respectés els drets humans dels seus ciutadans LGBT. Vint-i-tres dels acusats van ser condemnats a presó amb treballs forçats, mentre que els altres van ser absolts. Més homes han estat arrestats en diverses incursions contra homosexuals, tot i que els estrangers tendeixen a ser alliberats ràpidament.
En moltes situacions recents, els homes són arrestats per reunir-se o intentar conèixer altres homes adults a través de diverses sales de xat d'Internet i taulers de missatges. Aquest va ser el cas el 20 de juny de 2003, quan un turista israelià a Egipte va ser empresonat per l'homosexualitat durant uns quinze dies abans que finalment fos alliberat i va poder tornar a Israel.
El 24 de setembre de 2003, la policia va establir llocs de control a banda i banda del pont de Qasr al-Nil, que s'estén al Nil al centre del Caire i és un lloc popular per a homes adults que es troben amb altres homes per sexe, i arrestà 62 homes per homosexualitat.
L'any 2004 un estudiant universitari de disset anys va rebre una condemna de 17 anys de presó, inclosos 2 anys de treballs forçats, per publicar un perfil personal en un lloc de cites gai.
La resposta del govern egipci a la crítica internacional va ser negar que perseguien a les persones LGBT o defensar les seves polítiques afirmant que l'homosexualitat és una perversió moral.
En 2009 fou prohibit el setmanari egipci Al Balagh Al Gadid i dos dels seus reporters van ser empresonats per imprimir un reportatge en que acusava al actors egipcis d'alt perfil Nour El Sherif, Khaled Aboul Naga i Hamdi El Wazir d'estar involucrats en un anell sexual de prostitució homosexual i en subornar als agents del govern per cobrir la seva implicació.

## Després de Mubarak
Els problemes dels drets LGBT no estaven entre les reformes demandades per cap dels manifestants o altres dissidents durant la revolució del 2011. La constitució provisional, aprovada pels votants el 2011, no tracta específicament els drets LGBT i el govern egipci va continuar oposant-se a una fallida Declaració de les Nacions Unides que condemnaria la discriminació i l'assetjament contra els homosexuals.
En 2013, el còmic egipci Bassem Youssef va dir a The Daily Show, en una entrevista amb Jon Stewart, que havia estat acusat de "propagar i promoure l'homosexualitat i l'obscenitat" pel govern de Mohamed Morsi.
Al novembre de 2014, vuit homes van ser condemnats a tres anys de presó per càrrecs de propagació d'imatges indecents, després de la difusió d'un vídeo d'una cerimònia de matrimoni homosexual.
Al desembre de 2014, uns 26 homes van ser arrestats en un bany públic (Hammam) després que una presentadora de televisió, Mona Iraqi, col·laborés amb la policia egípcia. El tribunal els va absoldre.
Al setembre de 2017, en un concert del grup de rock Mashrou 'Leila (el cantant és obertament gai) els visitants van agitar la bandera de l'arc de Sant Martí i alguns homes van ser arrestats i acusats de llibertinatge. Això va donar lloc a una àmplia cacera sobre els gais. 57 van ser empresonats. Un home fou sentenciat a sis anys de presó.

## Història de l'homosexualitat a Egipte

### Antic Egipte

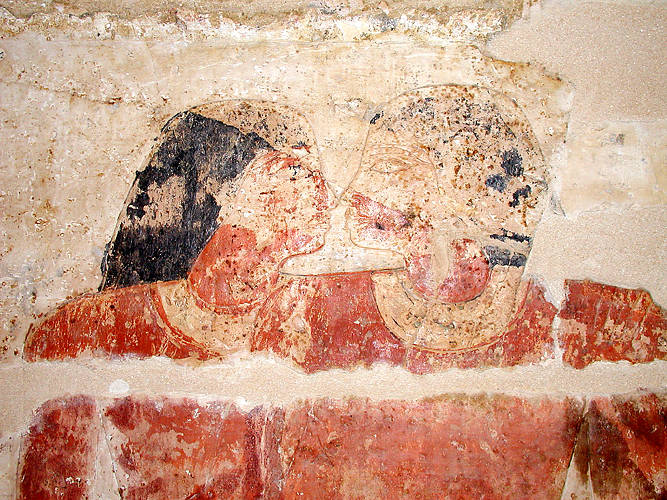
Nyankh-khnum i Khnum-hotep petonejant-se.

El cas més conegut de possible homosexualitat a l'antic Egipte és el dels dos alts funcionaris Khnumhotep i Niankhkhnum. Tots dos homes van viure i van servir sota el faraó Niuserre durant la dinastia V d'Egipte (c. 2494-2345 aC). Nyankh-Khnum i Khnum-hotep tenien famílies pròpies cadascú amb fills i dones, però quan van morir, les seves famílies van decidir enterrar-los junts i en la mateixa mastaba. En aquesta mastaba, diverses pintures representen que els dos homes s'abracen entre si i toquen les seves cares de nas al nas. Aquestes representacions deixen molt espai per a l'especulació, ja que a l'antic Egipte, el frec de nassos normalment representava un petó.
Els egiptòlegs i historiadors no estan d'acord sobre com interpretar les pintures de Nyankh-khnum i Khnum-hotep. Alguns estudiosos creuen que les pintures reflecteixen un exemple d'homosexualitat entre dos homes casats i demostren que els antics egipcis acceptaven les relacions entre persones del mateix sexe. Altres erudits no estan d'acord i interpreten les escenes com una evidència que Nyankh-khnum i Khnum-hotep eren bessons, fins i tot possiblement siamesos. No importa quina interpretació sigui correcta, les pintures demostren com a mínim que Nyankh-khnum i Khnum-hotep havien estat molt a prop l'un de l'altre tant en la vida com en la mort.
Encara no és clar quina era la visió exacta dels antics egipcis sobre l'homosexualitat. Qualsevol document i literatura que realment contingui històries sexuals, mai designa la naturalesa de les accions sexuals, sinó que utilitza paràfrasis estilitzades i florejades. Tot i que les històries sobre Seth i el seu comportament sexual poden revelar reflexions i opinions força negatives, la inscripció de la tomba de Nyankh-khnum i Khnum-hotep pot suggerir que l'homosexualitat era acceptada. Els documents antics egipcis mai diuen clarament que les relacions amb el mateix sexe es veien com a reprovables o menyspreables. Cap document egipci antic esmenta que els actes homosexuals fossin sancionats. Per tant, una avaluació directa continua sent problemàtica.
L'emperador romà Constantí I el Gran del segle iv va dir que havia exterminat una gran quantitat de sacerdots efeminats a Alexandria.

### Edat mitjana
El nord d'Àfrica contenia algunes de les tradicions més visibles i ben documentades de l'homosexualitat al món, especialment durant el període del govern dels mamelucs. La poesia àrab que va sorgir de societats cosmopolites i alfabetitzades freqüentment descrivia els plaers de les relacions de pederàstia. Hi ha relats de nens cristians enviats des d'Europa per convertir-se en treballadors sexuals a Egipte. Al Caire, els transvestits anomenats "khawal" entretenien a l'audiència amb cançó i ball (potencialment d'origen preislàmic).

### Edat moderna
L'oasi de Siwa a Egipte va ser descrit per alguns viatgers de principis del segle XX com un lloc on les relacions sexuals del mateix sexe eren molt comunes. Un grup de guerrers en aquesta àrea eren coneguts per pagar dots inversos per homes més joves; una pràctica prohibida en la dècada de 1940.

## Reconeixement de les relacions entre persones del mateix sexe
El dret personal i familiar a Egipte (per exemple, les lleis de matrimoni, divorci i herència) es regeixen per la llei religiosa de la persona o persones en qüestió. Com la llei religiosa de totes les religions oficialment reconegudes a Egipte (entre ellws l'Islam i l'Església Ortodoxa Copta d'Alexandria) no reconeixen les relacions homosexuals com a legítimes, la llei egípcia només reconeix un matrimoni entre un home i una dona. Els informes suggereixen que si aquesta relació es fa pública, la policia pot utilitzar-la com a prova en una acusació criminal per a les diverses lleis contra el satanisme, la prostitució i la immoralitat pública.

## Condicions de vida
Fins a 2001, el govern egipci es va negar a reconèixer que l'homosexualitat era la identitat sexual d'alguns dels seus residents, i després de 2001, només ho va fer per desprendre's de les crítiques de les organitzacions de drets humans i polítics estrangers.
Culturalment, la majoria dels ciutadans egipcis són musulmans, la qual cosa afecta els prejudicis socials i les actituds predominants. La moral islàmica tradicional no condona l'homosexualitat. Segons el Pew Research Center, el 95% dels egipcis creuen que l'homosexualitat no hauria de ser acceptada per la societat.
Mentre el sistema legal egipci està fortament influenciat pel sistema de dret civil, l'islam és la religió oficial de l'estat. De fet, la Constitució més recent estableix que la llei islàmica serà la principal font de legislació (article 2).
Recentment, l'homosexualitat s'ha fet més visible a Egipte gràcies a l'augment de les xarxes socials i les manifestacions de la primavera àrab. Hi havia una àmplia cobertura dels mitjans egipcis de les celebracions LGBT del Dia internacional contra l'homofòbia. En els últims anys, també hi ha hagut un augment de la quantitat de bars i cafès que ofereixen als gais d'Egipte, com a Alexandria.

### Suport als drets LGBT
Les dades de sondeig suggereixen que només una minoria d'egipcis recolza els drets LGBT. Per això, els partits polítics egipcis, les ONG de drets humans no expressen el suport públic als drets LGTB.
Un dels pocs egipcis que donen suport públic als drets LGBT ha estat Maher Sabry. Juntament amb els seus esforços sobre els drets humans a favor dels 52 del Caire, també va escriure una obra sobre l'homofòbia a Egipte i posteriorment va dirigir el fil conductor de la pel·lícula egípcia, Tota la meva vida.

### Mitjans de comunicació
Tècnicament, els temes LGBT els temes no estan prohibits per se, a la premsa, obres d'art o d'altres formes de mitjans comunicatius. Tanmateix, la majoria de les representacions mediàtiques de transvestisme o homosexualitat han estat negatives d'acord amb els valors culturals i religiosos tradicionals de la majoria dels egipcis.
Les representacions més liberals dels temes LGBT en pel·lícules i altres formes de comunicació tendeixen a ser sotmeses a censura o crítica del govern dels conservadors socials.
El 1978, la pel·lícula egípcia de Youssef Chahine, Alexandria ... Per què?, contava com un ric egipci tenia un afer amb un soldat britànic.
El 1999, la representació pública d'una obra de Maher Sabry, que explorava l'homofòbia, va ser tancada pel govern després d'algunes actuacions. El 2008, Sabry va dirigir una pel·lícula independent sobre un home gai egipci que va provocar protestes dels clergues i funcionaris governamentals que volien que la pel·lícula fos prohibida, si no destruïda.
Un periòdic setmanal anomenat Al Balagh Al Gadid fou tancat i dos reporters empresonats per imprimir una història que acusava als actors egipcis Nour El Sherif, Khaled Aboul Naga i Hamdi El Wazir de subornar policies per tal de cobrir la seva implicació amb la prostitució homosexual.
De la mateixa manera, quan un programa de cinema o televisió egipci fa front als temes LGBT, tendeix a fer-ho de manera negativa, però fins i tot una representació negativa encara produeix controvèrsia dels conservadors socials. Pel·lícules recents com Sense censura (2009), Fora de control(2009), Una placa de plàstic (2007) i L'edifici Yacoubian (2006) representen molts tabús diferents dins de la societat egípcia, inclosa l'homosexualitat, que va promoure crides públiques dels conservadors socials per censurar o prohibir l'exposició de la pel·lícula.
El 2013 Secrets de Família es va estrenar a Egipte i va ser considerada com la primera pel·lícula egípcia i àrab sobre la vida d'un home de divuit anys que lluita per la seva orientació sexual i l'estigma social que envolta l'homosexualitat. El director va fer titulars internacionals quan va rebutjar la sol·licitud de la junta de censura egípcia que va eliminar determinades escenes de la pel·lícula.

## Salut

### VIH/SIDA
La pandèmia va arribar a Egipte primer als anys vuitanta, tot i que l'esforç de salut pública es va deixar a les ONG fins als anys noranta, quan el govern va començar a aplicar polítiques i programes en resposta a la pandèmia.
El 1996, el Ministeri de Salut va establir una línia telefònica nacional de sida. En 1999 Egipte avui cobreix la història tractada de la pandèmia de la VIH-SIDA a Egipte i el fet que es considera comunament com una cosa causada per estrangers, homosexuals o usuaris de drogues. L'article també va esmentar que es parlava d'una organització LGBT creada per orientar-se a la comunitat LGBT egípcia, i mentre es publicava un fullet de sexe per a sexe més segur, l'organització mai no va ser creada i la ignorància sobre la pandèmia és comuna.
El 2005 el govern egipci va començar a permetre la prova de VIH confidencial, tot i que la majoria de les persones temen que l'assaig positiu provoqui un etiquetatge homosexual i, per tant, criminal de facto. Alguns egipcis tenen accés als kits d'assaig a la llar portats des dels Estats Units, però la majoria dels egipcis no tenen informació precisa sobre la pandèmia i la seva atenció de qualitat si s'infecten.
El 2007, el govern egipci va emetre una pel·lícula educativa sobre el VIH/SIDA a Egipte, amb entrevistes dels membres del Ministeri de Salut, metges i infermeres.

## Taula resum
| Activitat sexual legal amb el mateix sexe                     | (Penalitat: Encara que no està expressament prohibida, però sota les lleis de moralitat, el càstig pot ser de fins a 17 anys de presó amb o sense treball forçat i multes) |
| Mateixa edat de consentiment                                  | No |
| Lleis antidiscriminació a la feina                            | No |
| Lleis antidiscriminació en la prestació de béns i serveis     | No |
| Matrimoni del mateix sexe                                     | No |
| Lleis antidiscriminació en el discurs de l'odi i la violència | No |
| Reconeixement de les parelles del mateix sexe                 | No |
| Adopció de fillastres per parelles del mateix sexe            | No |
| Adopció conjunta per parelles del mateix sexe                 | No |
| Prestació de servei militar per gais i lesbianes              | No |
| Dret legal a canviar de gènere                                | No |
| Accés a la fecundació in vitro per lesbianes                  | No |
| Subrogació comercial per a parelles d'homes homosexuals       | No |
| Permís per donar sang als MSMs                                | No |